# Elisabeth Franke
Elisabeth Franke (auch: Elisabet Franke, Elisabeth Franke-Loofs, Ehename: Elisabeth Loofs; * 27. März 1886 in Kiel; † 10. April 1931 in Freiburg im Breisgau) war eine deutsche Schriftstellerin. 

## Leben
Elisabeth Franke war die älteste Tochter des Theologen August Hermann Franke. Ihre Kindheit verbrachte sie ab 1888 zeitweise in Menton und Montreux; nach dem Tod ihres Vaters im Jahre 1891 lebte sie in Halle (Saale). Sie besuchte eine Höhere Töchterschule und erhielt Privatunterricht. Von 1907 bis 1908 absolvierte sie einen Bibelkurs in der Frauenmissionsschule Malche in Freienwalde (Oder); anschließend wirkte sie als Sekretärin des in Armenien aktiven Missionswerkes "Deutscher Hilfsbund für Christliches Liebeswerk im Orient". Sie lebte zuletzt in Freiburg im Breisgau.
Elisabeth Franke schrieb neben ihrer beruflichen Tätigkeit Missionserzählungen für Jugendliche. Ihr erfolgreichstes Buch war die 1912 erschienene Novelle Das große stille Leuchten, die bis in die Fünfzigerjahre Neuauflagen erfuhr. 

## Werke
- Lizun, Berlin 1906
- Jesu Schäflein, Berlin 1907
- Sagt's ihnen niemand? Striegau 1907
- Hinter dem Schleier, Frankfurt am Main 1908
- In den Wan-Bergen, Striegau 1908
- Dein Kreuz, Frankfurt am Main 1911
- Das große stille Leuchten, Frankfurt am Main 1912
- Jugendlicher Streiter, Frankfurt am Main 1912

Übersetzungen
- A. C. Cox: Taib und Buraweiga, Freienwalde a.d. Oder 1907
- Vartenie: Yester, Striegau 1913